# Неродо, Галина Андреевна
Галина Андреевна Неродо (17 марта 1940 — 26 января 2018) — доктор медицинских наук, профессор, член-корреспондент РАН.

## Биография
Родилась в Донецке 17 марта 1940 года в семье ветеринарного врача.
Окончила лечебный факультет Ростовского медицинского института (1963) и ординатуру при кафедре акушерства и гинекологии РГМИ (1965).
В 1965—1968 участковый врач-гинеколог. Параллельно преподавала в Горно-Алтайском медицинском училище.
В 1968—1970 и с 1973 г. работала в Ростовском научно-исследовательском онкологическом институте: врач-гинеколог, а затем младший научный сотрудник. В 1970—1973 гг. училась в очной аспирантуре, в 1976 г. защитила диссертацию на тему «Химиотерапия в комплексном лечении злокачественных опухолей яичников».
С 1975 по 1977 и с 1982 по 1983 г. по направлению Минздрава СССР работала в Алжире.
С 1990 г. зав. отделом клинической онкологии РНИОИ.
В 1995 г. защитила докторскую диссертацию на тему «Химиотерапия в комплексном лечении злокачественных опухолей наружных половых органов у женщин», в следующем году присвоено ученое звание профессора.
В 2007 году избрана членом-корреспондентом РАМН. Член-корреспондент РАН (2013).
Заслуженный врач РСФСР (1991). Заслуженный деятель науки Российской Федерации (2007).
Умерла 26 января 2018 года.